# Dario Maragliano (ortopedico)
Dario Maragliano (Genova, 1877 – Genova, giugno 1970) è stato un chirurgo professore in patologia speciale chirurgica e ortopedico italiano.
Operò come Chirurgo Primario e Professore Ordinario di Patologia Speciale Chirurgica nell'Università degli Studi di Genova e come Direttore Sanitario e Primario nel Pio Istituto dei Rachitici di Genova. Fu chiamato a dirigere importanti reparti chirurgici in diversi ospedali militari della Seconda Armata durante la prima guerra mondiale.

## Biografia

### Gli studi e gli anni a Berlino
Dario Maragliano, figlio del celebre medico Edoardo Maragliano e nipote dell'omonimo psichiatra Dario Maragliano, nacque a Genova nel 1877. Nell'anno 1894 si iscrisse, quale studente, alla Facoltà di Medicina e Chirurgia dell'Università degli Studi di Genova. Tra il 1894 e il 1896 prestò servizio nell'Istituto di Anatomia umana, dove compì ricerche di anatomia macroscopica e di istologia, che lo indussero a pubblicare un’interessante monografia. Dal 1897 al 1899 fu allievo interno presso l'Istituto di Anatomia Patologica, dove portò a termine un lavoro di batteriologia. Il 18 luglio del 1900 conseguì la laurea con lode. Dopo aver prestato servizio come ufficiale medico nell'ospedale militare Mendoza di Genova, a partire dal novembre 1901 fu assistente volontario nell'Istituto di Anatomia Chirurgica dello stesso nosocomio dove approfondì lo studio di organi e apparati, delle sedi anatomiche in cui sono localizzati e delle loro proiezioni sulla superficie corporea. Dall'aprile 1902 alla fine di ottobre 1904 prestò servizio in qualità di assistente nella Sezione chirurgica dell'ospedale Kaiserin-Augusta di Berlino diretta dal Prof. Fedor Krause. Durante la sua permanenza nella capitale tedesca, ebbe l'opportunità di frequentare molti corsi di perfezionamento e di pubblicare alcuni lavori personali, la maggior parte dei quali positivamente commentati in importanti riviste mediche italiane ed estere.

### L'esperienza della Grande Guerra
Tornato in Italia conseguì, alla fine del 1904, la Libera Docenza per titoli di Patologia Speciale Chirurgica Dimostrativa, presso l'Università della sua città natale. Dal 1904 al 1909, fu a capo di una speciale sezione chirurgica nell’Istituto di Clinica medica di Genova. Nel luglio 1908 fu nominato Chirurgo Primario negli Ospedali Civili della città. Cinque anni dopo, nel 1913, Dario Maragliano condusse il primo tentativo di innesto osseo femoro-iliaco ascendente in una bambina affetta da lussazione patologica dell'anca. Nel maggio 1915, all'inizio della Prima Guerra Mondiale, fu chiamato a dirigere importanti reparti chirurgici in diversi ospedali militari della Seconda Armata, eseguendo numerosi interventi di chirurgia d'urgenza. Nel marzo 1917, richiamato a Genova dalle autorità civili, riprese la sua attività di Chirurgo Primario pubblicando varie monografie. Nell'anno accademico 1918-1919, votato all'unanimità dal consiglio di Facoltà, con Decreto ministeriale, conseguì la docenza di Patologia Speciale Chirurgica nell'Università degli Studi di Genova. Tale incarico gli fu riconfermato per gli anni successivi fino al 1936. In quegli stessi anni eseguì, su una giovane ventenne affetta da lussazione congenita con sindrome osteo-artritica dolorosa, il primo intervento di artrodesi mista femoro-cotiloidea, mediante l'infissione attraverso la diafisi femorale di una lunga stecca ossea fino alla sua fissazione nel cotile.

### Il Pio Istituto dei Rachitici
Dopo la scadenza per limiti d'età dell'incarico di Chirurgo Primario, fu assunto nel febbraio 1931 come Primario e Direttore Sanitario del Pio Istituto dei Rachitici di Genova, portando, dopo tre anni di intensa attività, l'Istituto ad un'efficienza mai prima conseguita. Nell'ottobre 1936 fu nominato, con Decreto ministeriale, Professore Ordinario di Patologia Speciale Chirurgica nell'Università di Genova. Il suo obiettivo primario fu quello di dare una veste clinica all'insegnamento teorico, affiancando pertanto alla didattica, esperienze pratiche in corsia. Dopo numerose richieste presso gli uffici dell'Amministrazione degli Ospedali Civili e del Ministero della Pubblica Istruzione, ottenne che l'Istituto di Patologia Speciale Chirurgica venisse decorosamente sistemato all'interno dell'Ospedale San Martino. Il padiglione era composto da due corsie, due sale operatorie e quattro locali adibiti ad esami di laboratorio e ricerche scientifiche. Diresse la struttura, così rinnovata, con ininterrotta attività di insegnante, di operatore e di ricercatore fino al 1950, anno in cui, per raggiunti limiti di età, lasciò l'insegnamento.

### Gli ultimi anni

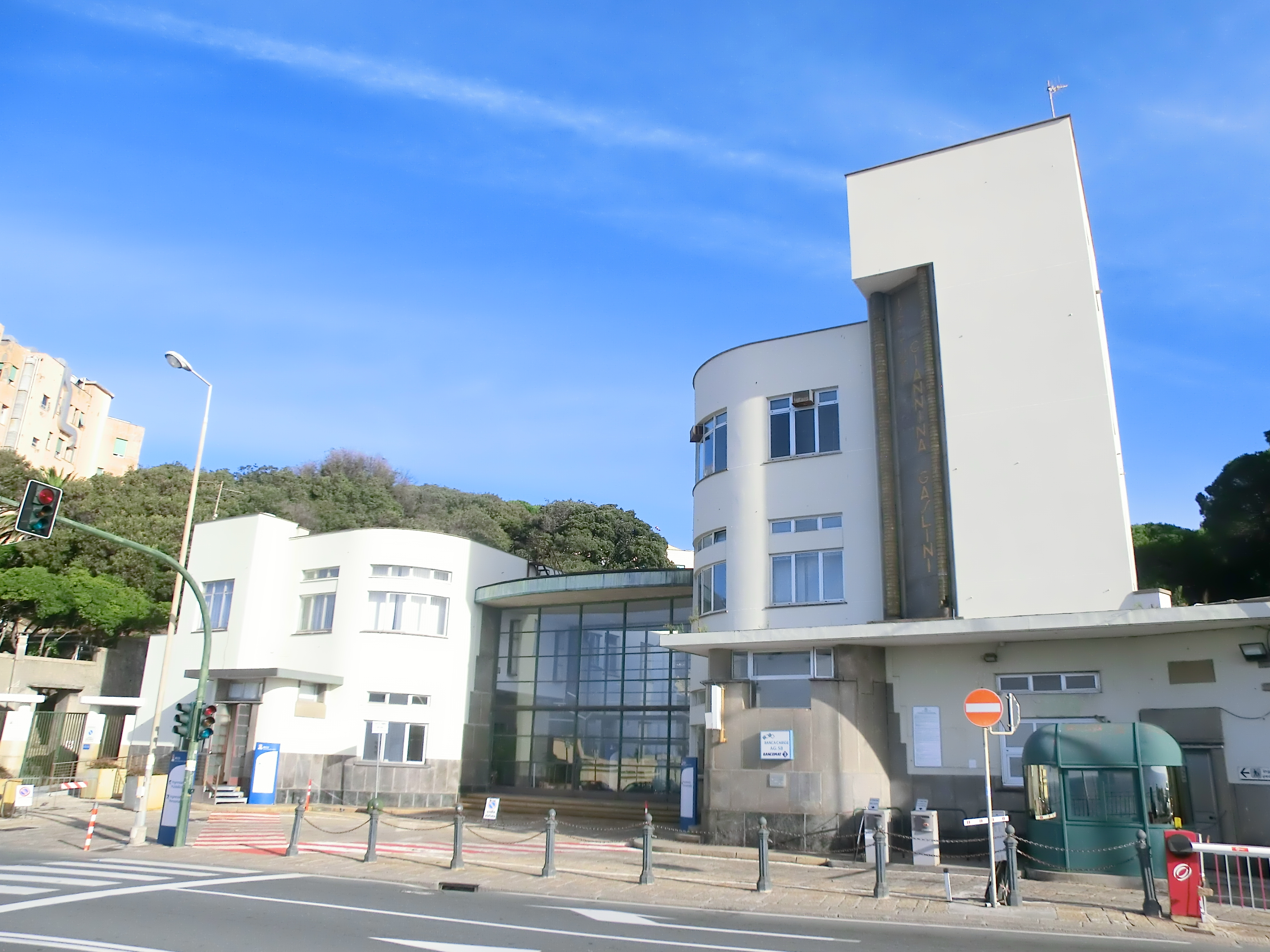
Istituto Pediatrico "Giannina Gaslini" di Genova-Quarto.

All'inizio del 1950 la Presidenza dell'Istituto Giannina Gaslini di Genova-Quarto gli conferì l'incarico di sovrintendente del reparto chirurgico pediatrico con funzioni di chirurgo primario. Con lui, all'inizio degli anni Cinquanta, lavorarono Vincenzo Sulas, che pochi anni dopo divenne primario di chirurgia pediatrica presso l'Ospedale di Novara, e Bruno Possenti, che svolse l'incarico di primario di chirurgia pediatrica presso l'Ospedale di Brescia, nel 1972, l'Ospedale di Galleria di Genova, nel 1974, e nuovamente presso l'Istituto Giannina Gaslini dal 1986 al 1990. Nel luglio 1955 ottenne la libera docenza, ma dovette rinunciarvi per la tarda età. Restò, fino al 1961 in funzione di Primario Chirurgico e Direttore Sanitario nel Pio Istituto dei Rachitici che il 22 gennaio 1959, con decreto del Presidente della Repubblica, cambiò la sua denominazione in Istituto Ortopedico Genovese Carlo Liberti. Per i suoi grandi meriti di insegnante, gli venne conferita dal Capo dello Stato Italiano la medaglia d'oro destinata a premiare i "Benemeriti della Scuola, della Cultura e dell'Arte". Morì di vecchiaia nel giugno 1970.

## Attività di ricerca
Dario Maragliano, negli anni che vanno dal 1900 al 1960, pubblicò più di 200 opere scientifiche trattando argomenti di biologia, ortopedia, anatomia topografica, patologia chirurgica e clinica neurologica. All'inizio della sua carriera lavorativa, in veste di assistente del Prof. Fedor Krause, illustre neurochirurgo del primo decennio del 1900, si interessò allo studio delle malattie del cervello e alla loro cura. Egli fu tra i primi della sua città ad asportare con successo tumori del cervello e ad eseguire studi sulla nevralgia del trigemino. Si dedicò in particolar modo all'Istopatologia degli impianti centrali parziali dei nervi, concentrandosi sullo studio delle anastomosi nervose controlaterali. A tal proposito, è bene evidenziare il caso clinico ove egli operò un bambino di due anni affetto da paralisi post-poliomielitica quasi totale dell'arto inferiore destro, eseguendo con successo l'impianto di un ramo del nervo crurale sinistro sull'interno di quello destro. Si dedicò a varie ricerche sperimentali e cliniche dirette al fine di confermare o meno i risultati riferiti da Peyeser e Kolaczek, relativi alla cura dei processi suppurativi acuti con antifermenti.
(Boris H. Vassileff, Cinque Camici Bianchi, La Famiglia genovese Maragliano, 1967, p.76)
Nell'opera intitolata "Osteo-artriti tubercolari", Dario Maragliano approfondì la relazione tra la demineralizzazione dell'organismo e la tubercolosi e si soffermò sull'analisi di una delle forme più importanti di osteo-artrite tubercolare: la coxite. Osservò che un certo numero di infermi, anche dopo mesi di apparente guarigione clinica del processo tubercolare, non riescono a fissare i sali inorganici in misura sufficiente da evitare l'incombere dell'atrofia ossea. Per questi pazienti, Dario Maragliano, allo scopo di favorire la riparazione dei capi articolari, propose ed attuò l'inchiodamento dell'articolazione coxo-femorale con stecche osteoperiostali autoplastiche prelevate dalla tibia del lato opposto. Operò con questo procedimento, dal 1915 al 1919, quattro pazienti affetti da coxite con risultato favorevole.
Negli stessi anni si concentrò sullo studio della mobilità articolare e, come si evince dalle riflessioni presenti all'interno della sua pubblicazione intitolata "Paralisi della spalla", constatò che in numerosi casi di malati semi-paralitici, i muscoli, pur conservando una capacità fisiologica virtuale, permangono in uno stato più o meno grave di impotenza. Questa condizione, secondo l'autore, è riconducibile ad un errato approccio terapeutico:
(Boris H. Vassileff, Cinque Camici Bianchi, La Famiglia genovese Maragliano, 1967, p.77)
Sulla base della propria esperienza egli consigliò di fissare per circa 3-4 settimane l'arto superiore in una condizione di iperabduzione e rotazione esterna del braccio, flessione dell'avambraccio ed estensione della mano e delle dita.

## Scritti principali
- Klinische und pathologisch-anatomische Erfahrungen auf dem Gebiete der Magenchirurgie

In questa pubblicazione vengono riferiti e discussi gli esiti immediati degli interventi radicali per carcinoma dello stomaco eseguiti dal novembre 1900 al maggio 1903 nel Kaiserin-Augusta-Hospital di Berlino, in un'epoca in cui gli interventi erano ancora poco eseguiti in Italia.
- L'influenza dell'anemia adrenalinica sul decorso delle infezioni locali

Con numerosi esperimenti eseguiti su esemplari di coniglio, arrivò alla conclusione che l'iniezione di soluzioni acquose d'idrocloruro di adrenalina all'1:2000 in focolai di infezione da piogeni, ne migliora notevolmente il decorso.
- La deviazione frazionata del complemento

In questo lavoro Dario Maragliano comprese che in un siero immune bivalente ottenuto dai conigli è possibile, attraverso il fenomeno dell'inibizione, neutralizzare una delle due parti sensibilizzatrici lasciando integra e reattiva l'altra.
- L'azione terapeutica degli estratti di larve di mosca nelle osteomieliti cronicizzate e nei processi ulcerosi in genere

L'opera raccoglie risultati di studi biologici ed esperienze cliniche eseguiti con estratto di larve di mosca preparato dal fratello, il professore Giulio Maragliano, libero docente in Patologia Medica e Tisiologia, nominato dall'autore "Larvasan". L'estratto venne usato allo stato liquido o incorporato come eccipiente non contenente grassi. Diede ottimi risultati nelle osteomieliti cronicizzate, nelle ulcere varicose e nelle congelazioni di secondo e terzo grado.
- Osteo-artriti tubercolari

In questa pubblicazione l'autore analizzò una delle forme più importanti di osteo-artrite tubercolare: la coxite. Egli cercò di trovare un farmaco adatto ai malati di tubercolosi che, dopo un'apparente guarigione vanno incontro ad atrofia ossea.
- Paralisi della spalla

Nell'opera Dario Maragliano propone un corretto metodo di approccio nei confronti dei malati semi-paralitici, soffermandosi sulla più corretta ed efficace terapia da applicare.